# واوبن، سن ات لیر
واوبن، سن ات لیر (به فرانسوی: Vauban, Saône-et-Loire) یک کمون در فرانسه است که در Canton of Clayette واقع شده‌است.

## خصوصیات
واوبن ۱۳٫۶۳ کیلومترمربع مساحت و ۲۴۷ نفر جمعیت دارد و ۴۱۹ متر بالاتر از سطح دریا واقع شده‌است.